# Raymond Huntley
Raymond Huntley (* 23. April 1904 in Birmingham; † 15. Juni 1990 in London) war ein britischer Schauspieler.

## Leben
Raymond Huntley begann seine Schauspielerkarriere als Achtzehnjähriger auf der Bühne. 1924 trat er als erster Bühnen-Dracula auf, jener Rolle, mit der sein Nachfolger Bela Lugosi später weltberühmt werden sollte. Ab Mitte der 1930er Jahre wirkte er in zahlreichen Filmen mit – meist in Nebenrollen als Darsteller von Honoratioren, Politikern oder Offizieren. Bekanntheit erlangte Huntley als Sir Geoffrey Dillon in der von 1971 bis 1975 gedrehten 68-teiligen Fernsehserie Das Haus am Eaton Place.

## Filmografie (Auswahl)
- 1937: Tatjana (Knight without armour)
- 1940: Night Train to Munich
- 1941: Pimpernel Smith
- 1948: Notlandung (Broken Journey)
- 1949: Blockade in London (Passport to Pimlico)
- 1950: So ist das Leben (Trio)
- 1952: Der Täter fährt nach Norden (Mr. Denning Drives North)
- 1952: Erpresserin (The Last Page)
- 1954: Herr im Haus bin ich (Hobson's Choice)
- 1954: Die Erbschaft der Tante Clara (Aunt Clara)
- 1954: Der Fall Teckmann (The Teckman Mystery)
- 1955: Mai 1943 – Die Zerstörung der Talsperren (The Dam Busters)
- 1955: Der Gefangene (The Prisoner)
- 1955: Doktor Ahoi! (Doctor at Sea)
- 1955: So etwas lieben die Frauen (The Constant Husband)
- 1956: Der grüne Mann (The Green Man)
- 1957: Eine Stadt steht vor Gericht (Town on Trial)
- 1959: Ausgerechnet Charlie Brown (Carlton-Browne of the F.O.)
- 1959: Der Weg nach oben (Room at the Top)
- 1959: Die Rache der Pharaonen (The Mummy)
- 1959: Junger Mann aus gutem Hause (I’m All Right Jack)
- 1959: Unser Mann in Havanna (Our Man in Havana)
- 1960: Das französische Fräulein (A French Mistress)
- 1960: Ein Nerz an der Angel (Make Mine Mink)
- 1962: Früh übt sich… (On the beat)
- 1961: Lieben kann man nur zu zweit (Only Two Can Play)
- 1962: So ein Gauner hat’s nicht leicht (Crooks Anonymous)
- 1962: Walzer der Toreros (Waltz of the Toreadors)
- 1964: Ach, du lieber Vater (Father Came Too!)
- 1964: Das Grauen auf Black Torment (The Black Torment)
- 1968: Hostile Witness – Im Netz gefangen (Hostile Witness)
- 1971–1975: Das Haus am Eaton Place (Fernsehserie, 15 Folgen)
- 1972: Ein Begräbnis 1. Klasse (That’s Your Funeral)